# Krapina
Krapina este un oraș în cantonul Krapina-Zagorje, Croația, având o populație de 12.480 de locuitori (2011).

## Demografie
Componența etnică a orașului Krapina
     Croați (98,99%)
     Necunoscut (0,04%)
     Neclasificat (0,71%)
Componența confesională a orașului Krapina
     Catolici (96,35%)
     Fără religie și atei (1,55%)
     Necunoscută (1,23%)
     Alte religii (0,87%)
Conform recensământului din 2011, orașul Krapina avea 12.480 de locuitori. Din punct de vedere etnic, majoritatea locuitorilor (98,99%) erau croați. Apartenența etnică nu este cunoscută în cazul a 0,04% din locuitori. Din punct de vedere confesional, majoritatea locuitorilor (96,35%) erau catolici, cu o minoritate de persoane fără religie și atei (1,55%). Pentru 1,23% din locuitori nu este cunoscută apartenența confesională.